# Apoštolská administratura Atyrau
Apoštolská administratura Atyrau je římskokatolická administratura nacházející se v Kazachstánu.

## Území
Zahrnuje Aktobskou, Atyrauskou, Západokazachstánskou a Mangystauskou oblast.
Biskupským sídlem je město Atyrau, kde se nachází hlavní chrám, katedrála Proměnění Páně.

## Historie
Administratura byla zřízena 7. července 1999 dekretem Kongregace pro evangelizaci národů z části území apoštolské administratury Kazachstán.
Dne 17. května 2003 přešla do církevní provincie astanské arcidiecéze Nejsvětější Panny Marie.

## Seznam apoštolských administrátorů
- Janusz Kaleta (1999–2012)
- Adelio Dell'Oro (2012–2015)
- Dariusz Buras (2015–2020)
  - Peter Sakmár (od 2020) apoštolský administrátor sede vacante et ad nutum Sanctae Sedis